# Валаска Дубова
Валаска Дубова (слч. Valaská Dubová) је насељено мјесто са административним статусом сеоске општине (слч. obec) у округу Ружомберок, у Жилинском крају, Словачка Република.

## Становништво
| Година:    | 1994. | 2004.   | 2014.   | 2024.   |
| ---------- | ----- | ------- | ------- | ------- |
| Број људи: | 775   | 773     | 788     | 775     |
| Разлика:   |       | -0,25 % | +1,94 % | -1,64 % |

| Година:    | 2023. | 2024.   |
| ---------- | ----- | ------- |
| Број људи: | 781   | 775     |
| Разлика:   |       | -0,76 % |

Према подацима о броју становника из 2011. године насеље је имало 795 становника.